# Oldenburgs voetbalkampioenschap 1910/11
In 1910/11 werd het vijfde Oldenburgs voetbalkampioenschap gespeeld, dat georganiseerd werd door de Noord-Duitse voetbalbond. 
Groepswinnaars Germania Oldenburg en Marine SC Wilhelmshaven bekampten elkaar om de titel. De uitslag is niet meer bekend, wel dat Marine won en zich zo plaatste voor de Noord-Duitse eindronde. De club versloeg Bremer SC 1891 en werd in de halve finale verslagen door Eintracht Braunschweig.

## Eindstand

### Groep Oldenburg
| Plaats | Club                     | Wed. | W | G | V | Saldo | Ptn |
| ------ | ------------------------ | ---- | - | - | - | ----- | --- |
| 1.     | FV Germania 03 Oldenburg |      |   |   |   |       |     |
| 2.     | SuS 1900 Delmenhorst     |      |   |   |   |       |     |
| 3.     | FC 03 Osternburg         |      |   |   |   |       |     |

### Groep Wilhelmshaven
| Plaats | Club                         | Wed. | W | G | V | Saldo | Ptn |
| ------ | ---------------------------- | ---- | - | - | - | ----- | --- |
| 1.     | Marine SC Wilhelmshaven      |      |   |   |   |       |     |
| 2.     | SC Frisia 03 Wilhelmshaven   |      |   |   |   |       |     |
| 3.     | FC Deutschland Wilhelmshaven |      |   |   |   |       |     |
| 4.     | FC Wilhelmshaven             |      |   |   |   |       |     |

|  | Kampioen |